# Enrico Sertoli
Enrico Sertoli (Sondrio, 6 giugno 1842 – Sondrio, 28 gennaio 1910) è stato un fisiologo italiano, scopritore delle cellule del Sertoli, le cellule preposte allo sviluppo degli spermatozoi nei tubuli seminiferi.
Ha studiato Medicina presso l'Università degli Studi di Pavia. Dal 1870 al 1907 è stato professore di anatomia e fisiologia alla scuola di medicina veterinaria a Milano.